# AACD-Servidor (métro de São Paulo)
AACD-Servidor (en portugais : Estação AACD-Servidor) est une station de la ligne 5 (Lilas) du métro de São Paulo. Elle est située rua Pedro de Toledo, dans le quartier de Moema, à São Paulo au Brésil.
Mise en service en 2018, elle est exploitée par le concessionnaire ViaMobilidade.

## Situation sur le réseau

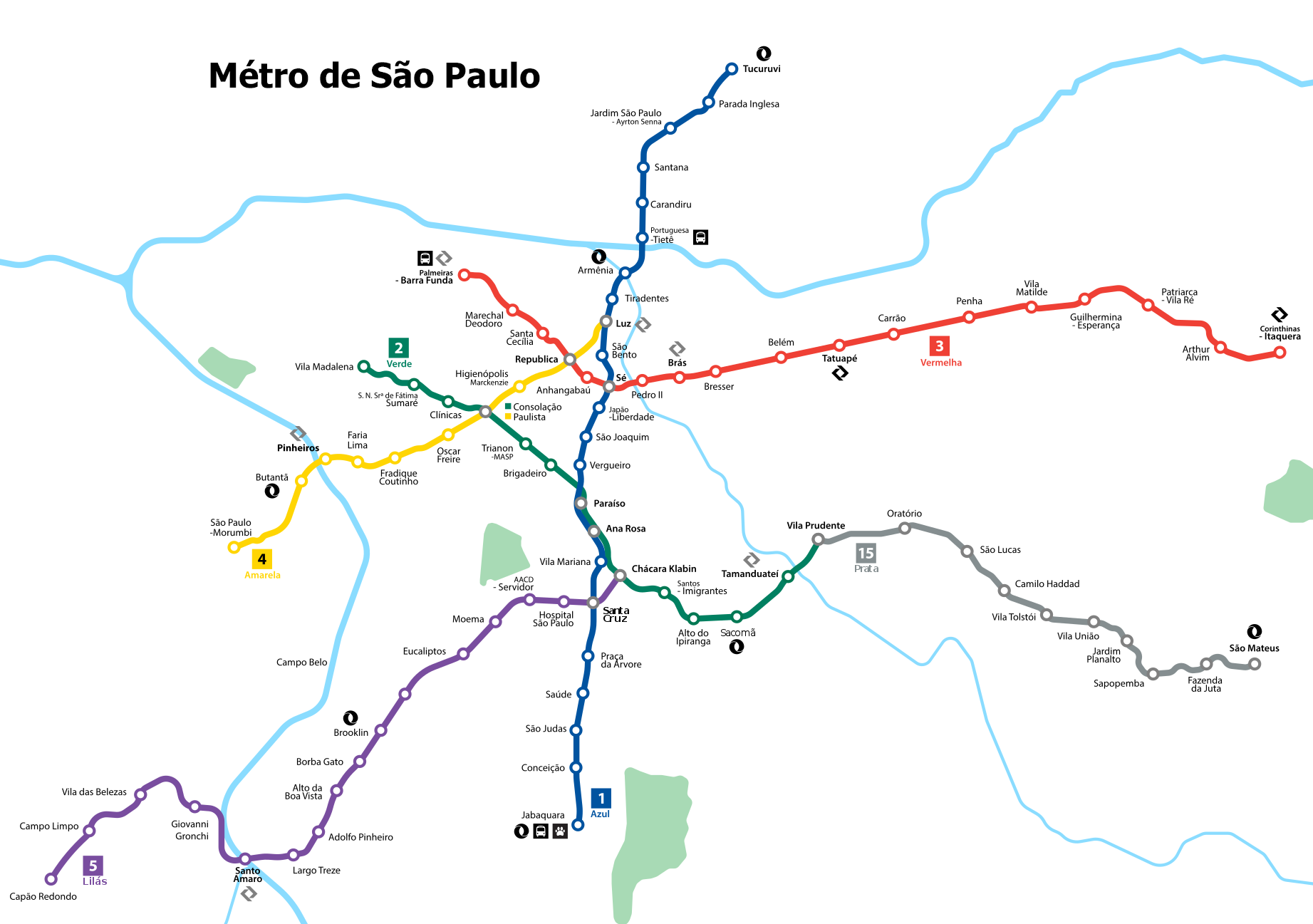
Plan du Métro de São Paulo 2020.

Établie en souterrain, la station AACD-Servidor est située sur la ligne 5 (Lilas) entre les stations Moema, en direction du terminus Capão Redondo, et Hospital São Paulo, en direction du terminus Chácara Klabin.
Elle dispose de deux quais latéraux encadrant les deux voies de la ligne.

## Histoire
Lors du chantier de construction de la ligne et de la station, le tunnel de la ligne débouche dans la tranchée à ciel ouvert de construction de la station le 30 mars 2015 (voir images ci-dessous).
- Percée du tunnel le 30 mars 2015

"Percée
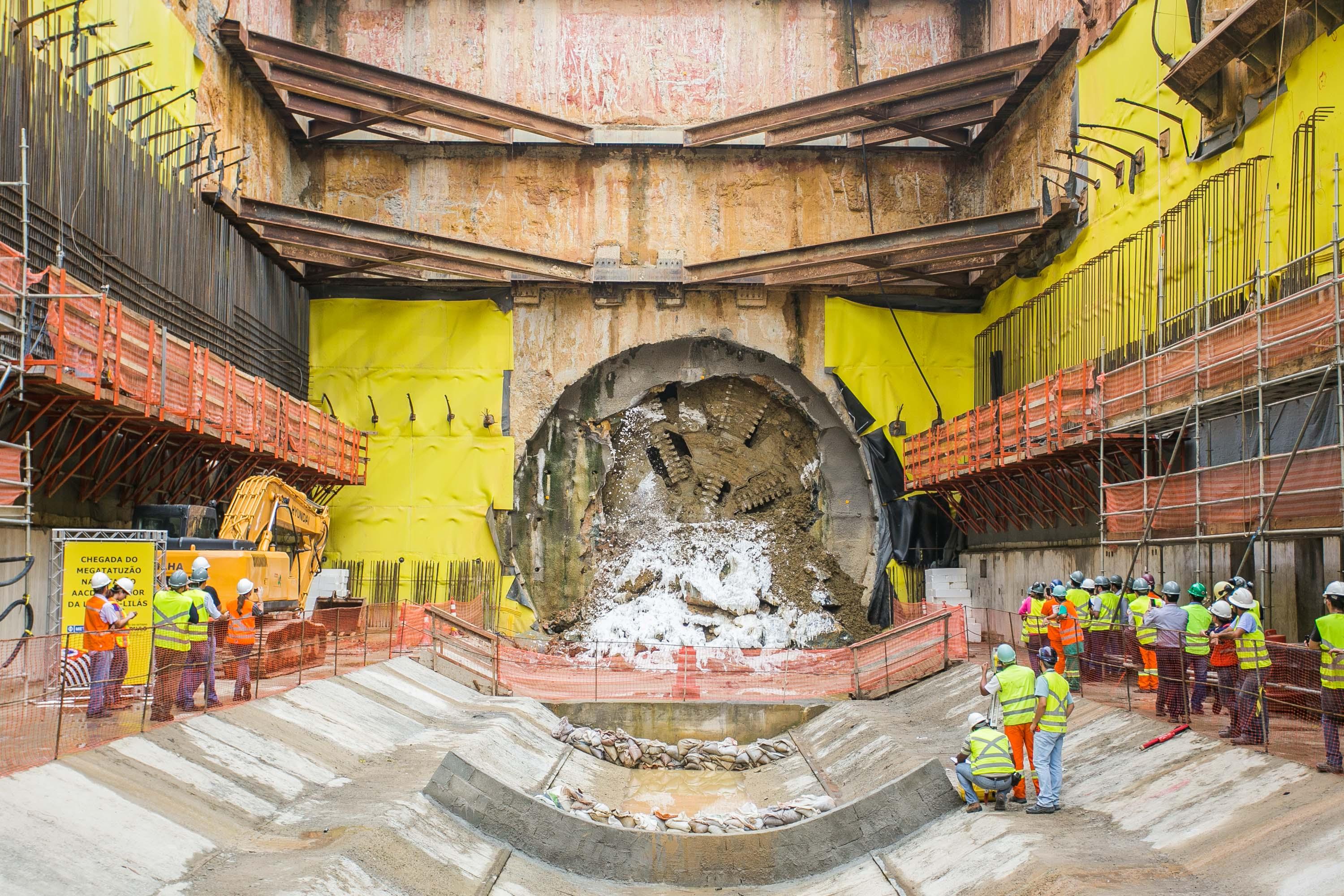
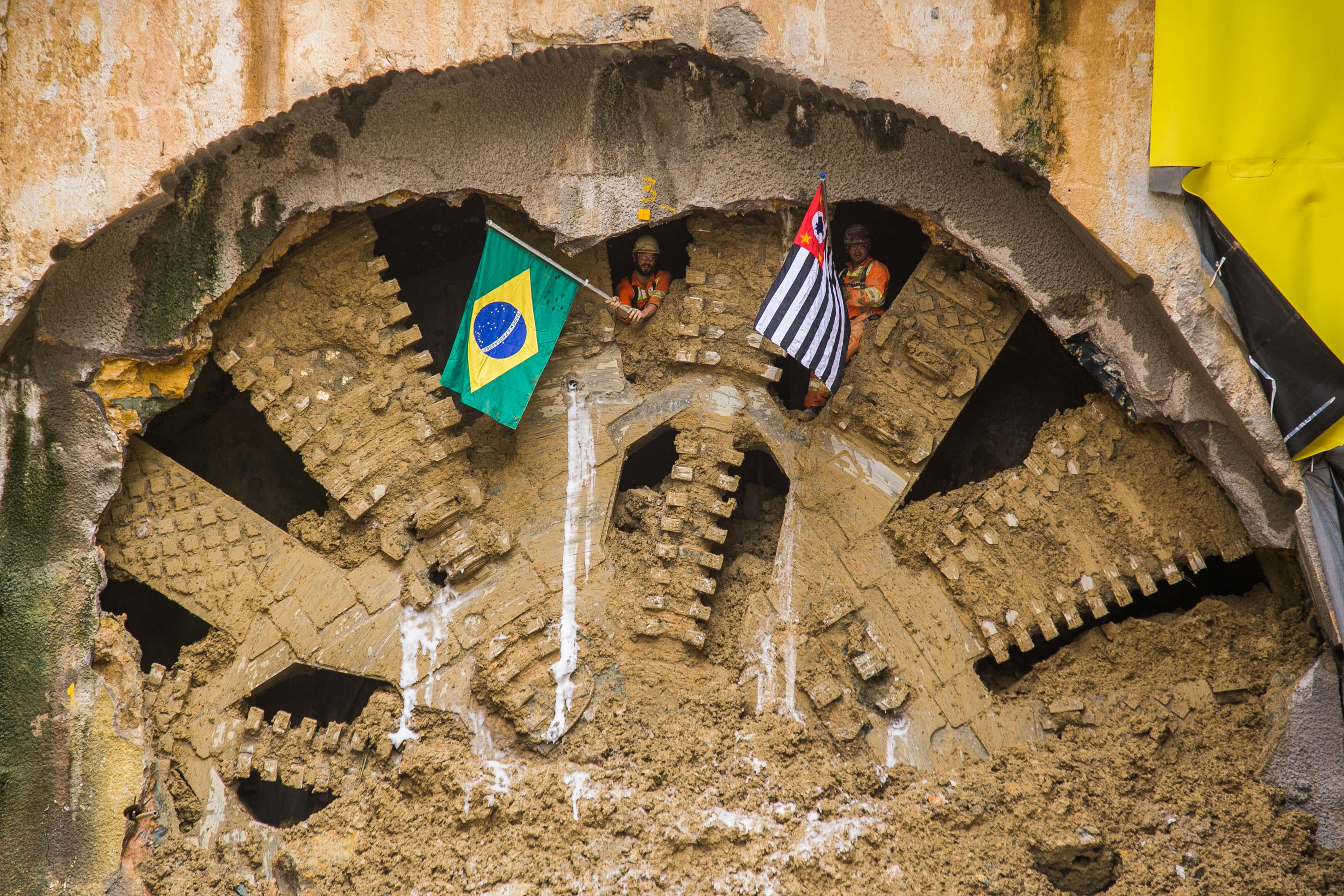
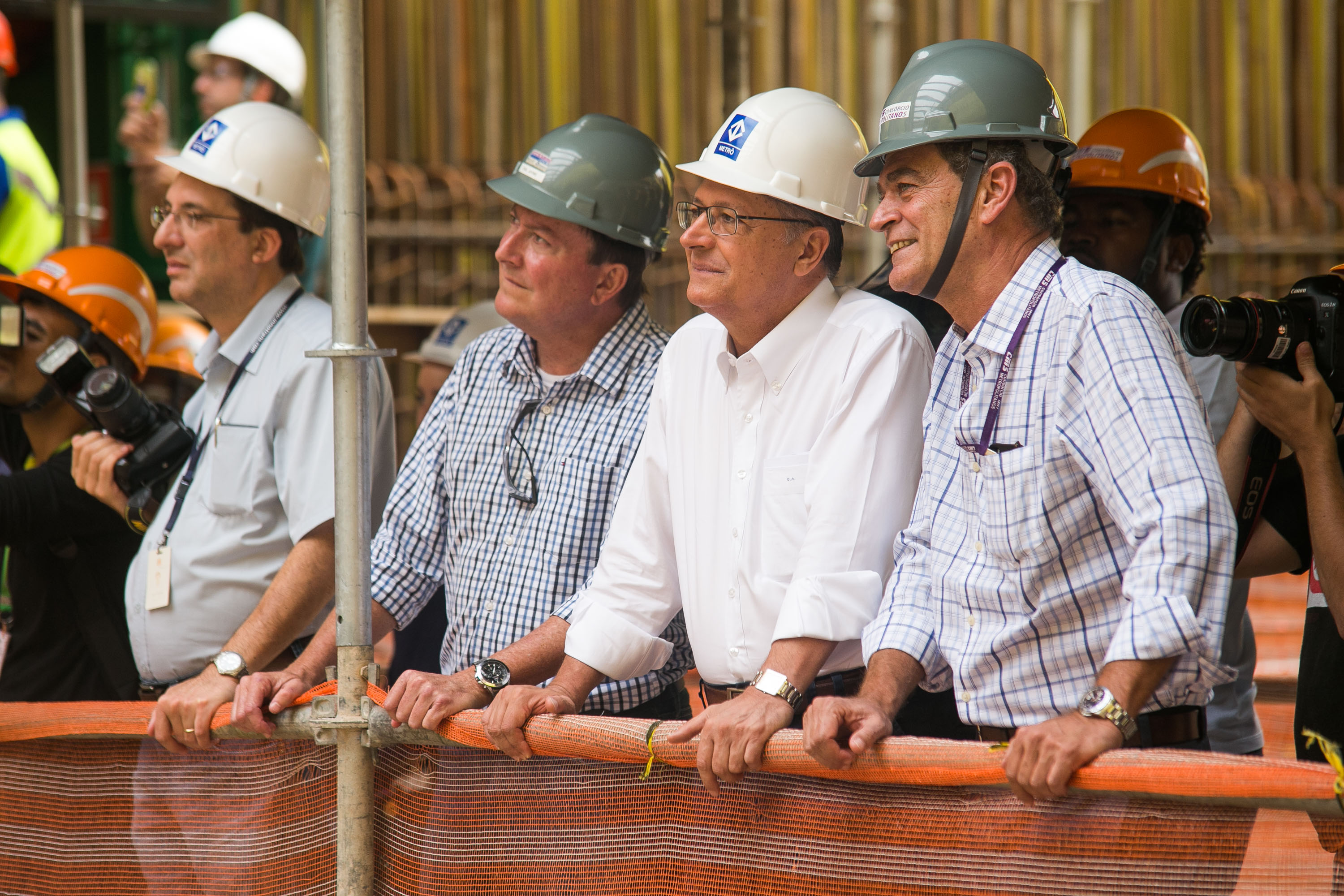

La station AACD-Servidor est mise en service le 31 août 2018, lors de l'ouverture à l'exploitation du prolongement de Moema à AACD-Servidor. La station n'est le terminus de la ligne que moins d'un mois puisque le 28 septembre 2018 a lieu la mise en service du prolongement suivant de AACD-Servidor - à Chácara Klabin.

## Services aux voyageurs

### Accès et accueil
Elle dispose de deux accès, le principal est situé au 1601 de la rua Pedro de Toledo. Équipés d'escaliers mécaniques et d'ascenseurs, ils permettent de rejoindre la mezzanine, au niveau-1, avec la billetterie, les contrôles et les connexions avec les deux quais latéraux du niveau -2. Elle est accessibles aux personnes à la mobilité réduite.

### Desserte
AACD-Servidor est desservie, tous les jours de 4h40 à minuit, par les rames de la ligne 5 du métro de São Paulo.

## À proximité
- Parc d'Ibirapuera
- Instituto de Assistência Médica ao Servidor Público Estadual de São Paulo (pt)
- Hospital Edmundo Vasconcelos (pt)
- Associação de Assistência à Criança Deficiente (pt)